# Suits Anyone Fine

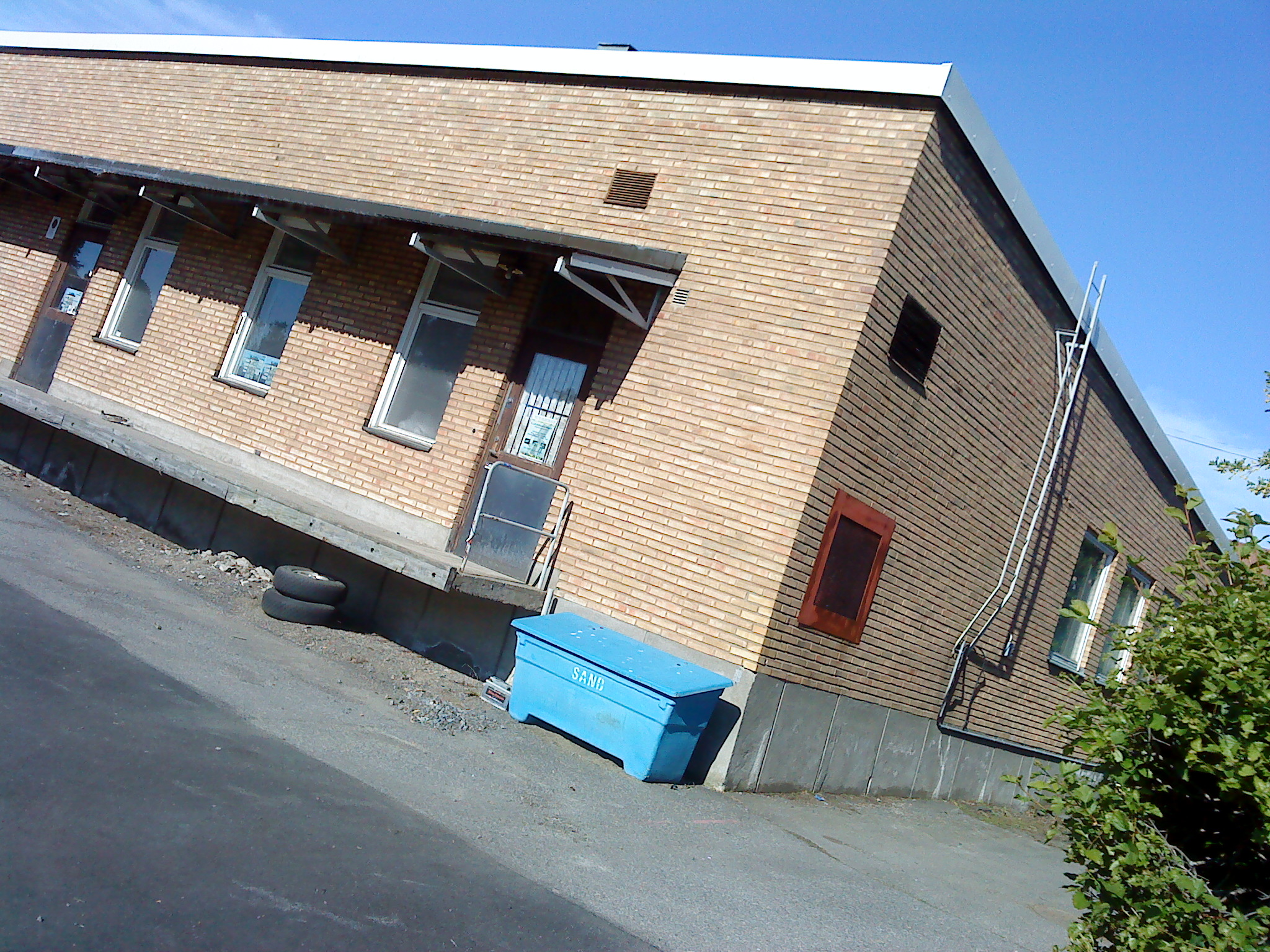
Inspelningsstudion Rumble Road Studio i Skellefteå

Suits Anyone Fine är en EP av den svenska rockgruppen Sahara Hotnights, deras debut på skiva. Skivan släpptes i maj 1997.
När tjejerna i Sahara Hotnights var 15-16 år deltog bandet i en tävling där vinnarna fick spela in en demo. De vann och resultatet av vinsten är den här skivan.

## Låtlista
Alla låtar är skrivna av Maria Andersson och Josephine Forsman.
1. "Out of My Mouth" – 3:14
2. "Suits Anyone Fine" – 4:08
3. "Tasty" – 4:24
4. "Holding My Own Hand" – 5:16

## Medverkande
Sahara Hotnights
- Maria Andersson – sång, gitarr
- Jennie Asplund – gitarr
- Johanna Asplund – bas
- Josephine Forsman – trummor, orgel, sång

Produktion
- Paulina Holmgren – skivomslag
- Kjell Nästén – producent, ljudtekniker, ljudmix
- Sahara Hotnights – producent

Källa